# デジタル諸国
（すでにあったものとしてはデジタル5、デジタル7、デジタル9の）デジタル諸国もしくはDNは、人々の生活を改善するデジタル技術を使う共通の目標をもった、世界を先導する電子政府の協調的な繋がりである。参加国は世界規模のデジタルな実行の共有、共通の問題の解決の共同、デジタルサービスを改善することの確立、そして彼らのデジタル経済の成長の支援と擁護を行う。国際的な協調を貫き、いかにして電子政府を確立するかというデジタル諸国の目的は、最大の利益を国民に与えうる。世界規模の影響をもって、
そのグループは、特別な課題において協力する国家の小規模のグループであるところの、多国間主義の成約を具現化する。

## 加盟国
イギリス、イスラエル、エストニア、韓国、ニュージーランドは、最初のD5からの加盟国である。2018年2月に、ウルグアイとカナダが加わってD7となった。2018年11月に、ポルトガルとメキシコが加わりD9となった。デンマークは2019年にD10の加盟国として加わった。